# Lodewijk V van Hessen-Darmstadt
Lodewijk V van Hessen-Darmstadt, bijgenaamd de Trouwe (Darmstadt, 24 september 1577 – Sankt Goar, 27 juli 1626) was van 1596 tot aan zijn dood landgraaf van Hessen-Darmstadt. Hij behoorde tot het huis Hessen-Darmstadt.

## Levensloop
Lodewijk V was de tweede zoon van landgraaf George I van Hessen-Darmstadt en diens eerste echtgenote Magdalena van Lippe, dochter van graaf Bernhard VIII van Lippe.
Na het overlijden van zijn vader in 1597 werd hij samen met zijn broers Filips en Frederik I door keizer Rudolf II beleend met het landgraafschap Hessen-Darmstadt. Nadat hij zijn broers financieel had afgekocht verwierf Lodewijk de alleenheerschappij over het landgraafschap. In 1600 kocht hij van de graven van Isenburg het ambt Kelsterbach met Mörfelden en Langen, die hem na lange conflicten met de graven van Isenburg door keizer Rudolf II waren toegezegd. Lodewijk was een gepassioneerd jager en had een kostbare hofhouding, wat hem vrijwel continu in geldproblemen bracht.
Na de kinderloze dood van zijn oom Lodewijk IV van Hessen-Marburg erfde Lodewijk V in 1604 de helft van het landgraafschap Hessen-Marburg. Omdat de andere helft geërfd werd door zijn calvinistische neef Maurits van Hessen-Kassel, liet Lodewijk zijn aanspraken op volledig Hessen-Marburg gelden. Nadat Maurits in 1605 het calvinisme doorvoerde in zijn deel van Hessen-Marburg en aan de Universiteit van Marburg, verlieten de lutheraanse theologen de universiteit. Deze theologen begaven zich naar Gießen, in Lodewijks grondgebied, en stichtten daar een Gynasium Illustre. Nadat dit gymnasium in 1607 van keizer Rudolf II universiteitsrechten kreeg, veranderde de naam in Academia Gissena, de latere Universiteit van Gießen.
De religieuze verschillen tussen Lodewijk V en Maurits veroorzaakte tijdens de Dertigjarige Oorlog een zwaar conflict tussen hen, aangezien Lodewijk zich aan de zijde van de keizer schaarde en Maurits de protestantse zijde steunde. Aanvankelijk bleef Lodewijk in deze oorlog neutraal, maar nadat Christiaan van Brunswijk-Wolfenbüttel in 1621 Opper-Hessen binnenviel steunde hij openlijk de keizer. Nadat de keizer in 1622 de Slag bij Wimpfen had gewonnen, kreeg Lodewijk V het volledige landgraafschap Hessen-Marburg toegezegd. Het deel van Maurits van Hessen-Kassel liet hij militair bezetten, wat zo bleef tot aan zijn overlijden in 1626. Tijdens de Dertigjarige Oorlog werd hij in 1622 korte tijd gevangengehouden door de protestanten. Op de Rijksdag van Regensburg in 1623 was Lodewijk de enige protestantse vorst die de keizer steunde om harde maatregelen te nemen tegen de Protestantse Unie en het keurvorstendom van de Palts. 
In juli 1626 stierf Lodewijk V op 48-jarige leeftijd tijdens de belegering van de burcht Rheinfels in Sankt-Goar, dat zich bevond in het hem eveneens toegezegde nedergraafschap Katzenelnbogen.

## Huwelijk en nakomelingen
Op 14 juni 1598 huwde Lodewijk met Magdalena (1582-1616), dochter van keurvorst Johan Georg van Brandenburg. Ze kregen twaalf kinderen:
- Elisabeth Magdalena (1600-1624), huwde in 1617 met hertog Lodewijk Frederik van Württemberg-Mömpelgard
- Anna Eleonora (1601-1659), huwde in 1617 met hertog George van Brunswijk-Calenberg
- Maria (1602-1610)
- Sophia Agnes (1604-1664), huwde in 1624 met vorst Johan Frederik van Palts-Hilpoltstein
- George II (1605-1661), landgraaf van Hessen-Darmstadt
- Juliana (1606-1659), huwde in 1631 met graaf Ulrich II van Oost-Friesland
- Amalia (1607-1627)
- Johan (1609-1651), landgraaf van Hessen-Braubach
- Hendrik (1612-1629)
- Hedwig (1613-1614)
- Lodewijk (1614-1614)
- Frederik (1616-1682), kardinaal en prins-bisschop van Breslau.

Daarnaast had hij een buitenechtelijke zoon:
- Ludwig von Hörnigk (1600-1667), arts, jurist en auteur

## Voorouders
| Voorouders van Lodewijk V van Hessen-Darmstadt | Voorouders van Lodewijk V van Hessen-Darmstadt                               | Voorouders van Lodewijk V van Hessen-Darmstadt                               | Voorouders van Lodewijk V van Hessen-Darmstadt                             | Voorouders van Lodewijk V van Hessen-Darmstadt                             | Voorouders van Lodewijk V van Hessen-Darmstadt                                     | Voorouders van Lodewijk V van Hessen-Darmstadt                                     | Voorouders van Lodewijk V van Hessen-Darmstadt                                     | Voorouders van Lodewijk V van Hessen-Darmstadt                                     |
| ---------------------------------------------- | ---------------------------------------------------------------------------- | ---------------------------------------------------------------------------- | -------------------------------------------------------------------------- | -------------------------------------------------------------------------- | ---------------------------------------------------------------------------------- | ---------------------------------------------------------------------------------- | ---------------------------------------------------------------------------------- | ---------------------------------------------------------------------------------- |
| Overgrootouders                                | Willem II van Hessen (1469-1509) ∞ Anna van Mecklenburg-Schwerin (1485-1525) | Willem II van Hessen (1469-1509) ∞ Anna van Mecklenburg-Schwerin (1485-1525) | George van Saksen (1471-1539) ∞ Barbara van Polen (1478-1534)              | George van Saksen (1471-1539) ∞ Barbara van Polen (1478-1534)              | Simon V van Lippe (1471-1536) ∞ Magdalena van Mansfeld (-1540)                     | Simon V van Lippe (1471-1536) ∞ Magdalena van Mansfeld (-1540)                     | Filips III van Waldeck-Eisenberg (1486–1539) ∞ Anna van Kleve (1495–1567)          | Filips III van Waldeck-Eisenberg (1486–1539) ∞ Anna van Kleve (1495–1567)          |
| Grootouders                                    | Filips I van Hessen (1504-1567) ∞ Christina van Saksen (1505-1549)           | Filips I van Hessen (1504-1567) ∞ Christina van Saksen (1505-1549)           | Filips I van Hessen (1504-1567) ∞ Christina van Saksen (1505-1549)         | Filips I van Hessen (1504-1567) ∞ Christina van Saksen (1505-1549)         | Bernhard VIII van Lippe (1527-1563) ∞ Cathatrina van Waldeck-Eisenberg (1524–1583) | Bernhard VIII van Lippe (1527-1563) ∞ Cathatrina van Waldeck-Eisenberg (1524–1583) | Bernhard VIII van Lippe (1527-1563) ∞ Cathatrina van Waldeck-Eisenberg (1524–1583) | Bernhard VIII van Lippe (1527-1563) ∞ Cathatrina van Waldeck-Eisenberg (1524–1583) |
| Ouders                                         | George I van Hessen-Darmstadt (1547-1596 ∞ Magdalena van Lippe (1552-1587)   | George I van Hessen-Darmstadt (1547-1596 ∞ Magdalena van Lippe (1552-1587)   | George I van Hessen-Darmstadt (1547-1596 ∞ Magdalena van Lippe (1552-1587) | George I van Hessen-Darmstadt (1547-1596 ∞ Magdalena van Lippe (1552-1587) | George I van Hessen-Darmstadt (1547-1596 ∞ Magdalena van Lippe (1552-1587)         | George I van Hessen-Darmstadt (1547-1596 ∞ Magdalena van Lippe (1552-1587)         | George I van Hessen-Darmstadt (1547-1596 ∞ Magdalena van Lippe (1552-1587)         | George I van Hessen-Darmstadt (1547-1596 ∞ Magdalena van Lippe (1552-1587)         |
| Lodewijk V van Hessen-Darmstadt (1577-1626)    |                                                                              |                                                                              |                                                                            |                                                                            |                                                                                    |                                                                                    |                                                                                    |                                                                                    |